# Jean Martineau
Jean Martineau, né le 15 juillet 1901 à Saligny (Vendée) et mort le 5 janvier 1977 à Legé (Loire-Atlantique), est un homme politique français.

## Biographie
Issu d'une famille d'agriculteurs, il exerce cette même profession après des études achevées avec le certificat d'études.
Engagé dans le syndicalisme agricole, vice-président de l'Union syndicale des paysans de Vendée qui s'ouvre à la Loire-Inférieure, il fonde en 1936 la Fédération des syndicats chrétiens d'exploitants agricoles, dont il est le président.
Résistant, il est membre du Comité départemental de Libération.
Président du Comité national d'action agricole, il est vice-président de la Fédération départementale des syndicats d'exploitants agricoles (FDSEA) et membre de la commission provisoire de la Confédération générale de l'agriculture (CGA) au titre des départements de l'Ouest.
Après la Seconde Guerre mondiale, il rejoint le Mouvement républicain populaire et figure en deuxième position sur la liste de ce parti, menée par Édouard Moisan, pour l'élection de la seconde assemblée constituante, en Loire-Inférieure, en juin 1946. Le résultat de cette liste lui permet d'être élu député.
Très peu actif pendant cette courte législature, il se représente néanmoins, dans les mêmes conditions, aux élections de novembre, et est réélu.
En 1948, il est l'auteur d'une loi sur l'organisation du marché du sel de l'ouest, favorable aux paludiers de Guérande, qui est alors couramment désignée comme « loi Martineau ».
Il s'intéresse aussi au problème des baux ruraux, et rapporte d'ailleurs en août 1947 une loi à ce sujet.
En 1951, en l'absence d'apparentement dans le département, et compte tenu de la poussée du RPF, qui fait liste commune avec une partie de la droite locale, le résultat de la liste MRP, sur laquelle il figure toujours en deuxième position, est insuffisant pour lui permettre de conserver son siège.
Il s'éloigne alors de la vie politique, se consacre à son activité professionnelle d'exploitant agricole et préside la caisse du Crédit agricole du canton de Legé. En 1964, il entre à la chambre d'agriculture, mandat qu'il conserve jusqu'en 1976.